# 오스트레일리아 야구 리그

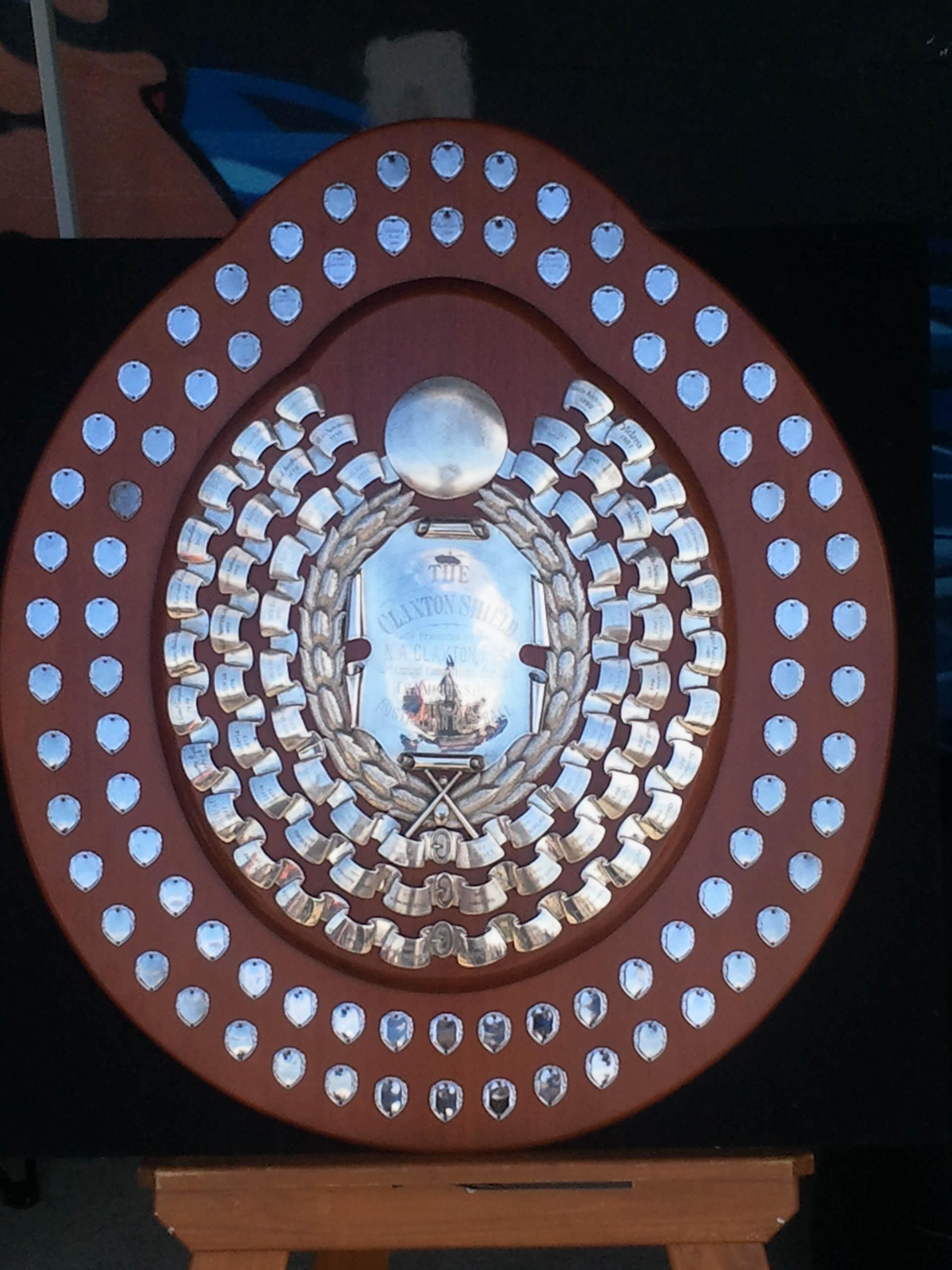

오스트레일리아 야구 리그(영어: Australian Baseball League, ABL)는 2009년 출범한 오스트레일리아의 프로 야구 리그이다. 오스트레일리아 야구 연맹에서 리그 운영을 주관하고 있다.
가장 최근 우승 팀은 브리스번 밴디츠로, 2018-19 시즌 챔피언십 시리즈에서 퍼스 히트를 꺾고 우승을 차지하였다.
2009년, 메이저 리그 베이스볼(75%)과 오스트레일리아 야구 연맹(25%)의 공동 출자를 통해 리그가 창설되었다. 2016-17 시즌 이전 MLB가 ABL에서의 소유권을 종료하면서 오스트레일리아 야구 연맹이 리그의 단독 소유주가 되었다.
1850년대 금광을 캐러온 미국 광부들로부터 시작해 1867년에는 크리켓 선수들이 멜버른 야라파크에서 야구를 했다는 기록이 있는만큼 야구 역사가 100년이 넘었다. 경쟁적인 리그의 뿌리는 1989년에 시작된 클랙스톤 실드로 불리는 아마추어 야구 대회였다. 이후 시행착오를 거쳐 지금의 오스트레일리아 프로야구가 탄생했다.
과거에 존재했던 ABL (1989 - 1999)의 이름은 이어받지만 직접적인 승계는 없다. 원래 2009년 리그시작 당시는 세미프로 수준이었지만 점차적으로 프로 수준을 갖춘 리그로 발돋음하게 된다. MLB는 차차 이 리그를 멕시칸 리그를 모델로 하여 발전시킬 계획에 있다. 2018년 대한민국 선수로만 구성된 질롱 코리아와 뉴질랜드 지역을 연고로 한 오클랜드 투아타라가 창단, 리그에 합류하여 8개 구단 체제가 되었다.
2023년 오클랜드 투아타라가 해체를 선언함에 따라 홀수팀 경기 운영에 어려움으로 질롱 코리아도 당분간 참여를 못하게 되었다. 2023-24 시즌은 다시 6개 구단 체제로 진행하게 되었다.

## 구단
| 디비전       | 팀                  | 연고지                             | 홈구장                     | 수용인원 | 창단   | 가입   |
| ------------ | ------------------- | ---------------------------------- | -------------------------- | -------- | ------ | ------ |
| 노스이스트   | 시드니 블루삭스     | 시드니, 뉴사우스웨일스주           | 블랙타운 베이스볼 스타디움 | 3,000명  | 2009년 | 2010년 |
| 노스이스트   | 브리즈번 밴디츠     | 브리즈번, 퀸즐랜드주               | 할러웨이 필드              | 1,500명  | 2009년 | 2010년 |
| 노스이스트   | 캔버라 캐벌리       | 캔버라, ACT                        | 나라분다 볼파크            | 2,250명  | 2010년 | 2010년 |
| 사우스웨스트 | 퍼스 히트           | 퍼스, 웨스턴오스트레일리아주       | 엠파이어 볼파크            | 3,000명  | 1989년 | 2010년 |
| 사우스웨스트 | 애들레이드 자이언츠 | 애들레이드, 사우스오스트레일리아주 | 다이아몬드 스포츠 스타디움 | 3,000명  | 2009년 | 2010년 |
| 사우스웨스트 | 멜버른 에이시스     | 멜버른, 빅토리아주                 | 멜버른 볼파크              | 3,900명  | 2009년 | 2010년 |

### 과거 참가 팀
- 질롱 코리아 (2018-19 ~ 2019-20, 2022-23)
- 오클랜드 투아타라 (2018-19 ~ 2019-20, 2022-23)

## 리그 운영
- 각 팀은 5년 동안 ABL이 소유하며 이것은 각팀들의 재정적 균형을 위해서이다. 하지만 이번 시즌부터는 각 팀은 그주에서 운영되게 된다.
- 선수들 연봉은 작년까지 비슷한 수준으로 지급되었으나 이번 시즌부터는 실력에 따라 지급된다.
- 이번시즌부터는 선수들의 연봉과 리그운영비용이 더욱 늘어난다.
- 전경기는 미국 스포츠채널인 FOX채널에서 중계한다.
- 인터넷 중계도 시작하였다.[1]
- 겨울리그 방식의 윈터프로야구리그로 진행되게 된다.

## 정규 시즌
- 북반구 리그와 달리 겨울(11월 ~ 1월, 남반구에서는 여름 시즌) 동안 리그가 진행된다.
- 각 팀은 4연전 시리즈로 10주 동안 40경기를 치른다.
- 2018-19 시즌부터 8개팀으로 확장이 되어 4개팀씩 북동지구와 남서지구로 디비전이 나뉘며 같은 디비전 팀끼리는 8게임(홈 앤 어웨이), 다른 디비전 팀끼리는 4게임씩 경기를 치른다.

## 역대 우승팀
| 시즌      | 우승                               | 경기 결과                          | 준우승                             |
| --------- | ---------------------------------- | ---------------------------------- | ---------------------------------- |
| 2010-2011 | 퍼스 히트                          | 2 - 1                              | 애들레이드 바이트                  |
| 2011-2012 | 퍼스 히트                          | 2 - 1                              | 멜버른 에이시즈                    |
| 2012-2013 | 캔버라 캐벌리                      | 2 - 0                              | 퍼스 히트                          |
| 2013-2014 | 퍼스 히트                          | 2 - 0                              | 캔버라 캐벌리                      |
| 2014-2015 | 퍼스 히트                          | 2 - 1                              | 애들레이드 바이트                  |
| 2015-2016 | 브리스번 밴디츠                    | 2 - 0                              | 애들레이드 바이트                  |
| 2016-2017 | 브리스번 밴디츠                    | 2 - 0                              | 멜버른 에이시즈                    |
| 2017-2018 | 브리스번 밴디츠                    | 2 - 1                              | 캔버라 캐벌리                      |
| 2018-2019 | 브리스번 밴디츠                    | 2 - 0                              | 퍼스 히트                          |
| 2019-2020 | 멜버른 에이시즈                    | 2 - 0                              | 애들레이드 자이언츠                |
| 2020-2021 | 멜버른 에이시즈                    | 1 - 0                              | 퍼스 히트                          |
| 2021-2022 | 코로나19 범유행으로 인한 시즌 취소 | 코로나19 범유행으로 인한 시즌 취소 | 코로나19 범유행으로 인한 시즌 취소 |
| 2022-2023 | 애들레이드 자이언츠                | 2 - 1                              | 퍼스 히트                          |
| 2023-2024 | 애들레이드 자이언츠                | 2 - 1                              | 퍼스 히트                          |
| 2024-2025 | 캔버라 캐벌리                      | 2 - 0                              | 퍼스 히트                          |

## 역대 올스타전
| 시즌      | 결과                                 | 경기장          | 개최지                      |
| --------- | ------------------------------------ | --------------- | --------------------------- |
| 2011-2012 | 월드 올스타 8 - 5 팀 오스트레일리아  | 엠파이어 볼파크 | 웨스턴오스트레일리아주 퍼스 |
| 2012-2013 | 팀 오스트레일리아 6 - 4 월드 올스타  | 멜버른 볼파크   | 빅토리아주 멜버른           |
| 2013-2014 | 월드 올스타 6 - 0 팀 오스트레일리아  | 멜버른 볼파크   | 빅토리아주 멜버른           |
| 2014-2015 | 팀 오스트레일리아 11 - 8 월드 올스타 | 멜버른 볼파크   | 빅토리아주 멜버른           |
| 2015-2016 | 팀 오스트레일리아 3 - 2 월드 올스타  | 멜버른 볼파크   | 빅토리아주 멜버른           |
| 2016-2017 | 팀 오스트레일리아 2 - 1 월드 올스타  | 멜버른 볼파크   | 빅토리아주 멜버른           |
| 2017-2018 | 월드 올스타 6 - 4 팀 오스트레일리아  | 멜버른 볼파크   | 빅토리아주 멜버른           |

## 같이 보기
- 클랙스턴 실드
- 인터내셔널 베이스볼 리그 오브 오스트레일리아